# Maarten Houttuyn

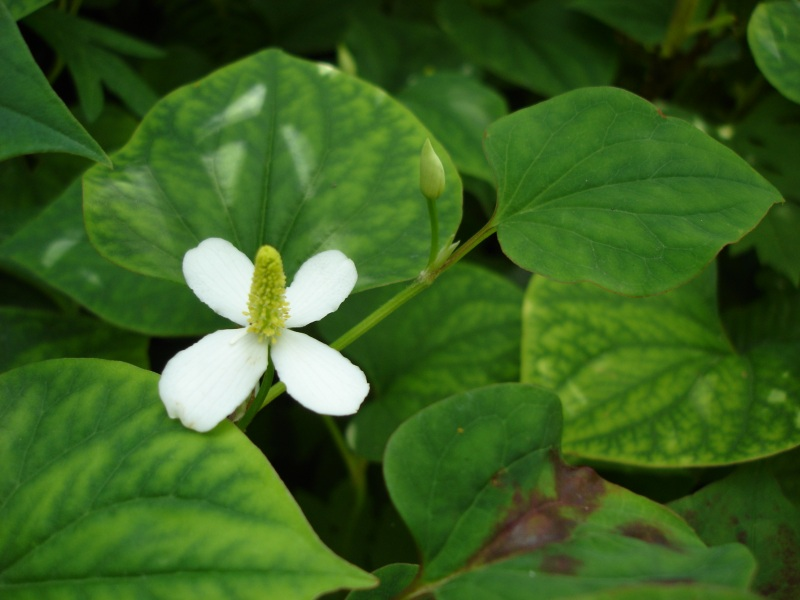
Houttuynia cordata

Maarten Houttuyn o Houttuijn (Hoorn, 1720 – Amsterdam, 2 de maig de 1798), llatinitzat com: Martinus Houttuyn, va ser un naturalista neerlandès.
Houttuyn nasqué a Hoorn, estuià medicina a Leiden i es traslladà a Amsterdam eln 1753. Publicà molts llibres d'història natural. Els seus interessos se centraren en els pteridòfits, briòfits i els espermatòfits.
La seva signatura abreujada com a botànic és Houtt.
El commemora el gènere monotípic Houttuynia, dins la família Saururaceae de la Xina i el Japó.